# Mishanavliegenpikker
De mishanavliegenpikker (Zimmerius villarejoi) is een zangvogel uit de familie Tyrannidae (tirannen). De vogel werd in 2001 beschreven en eerder alleen herkend aan zijn afwijkende zang.

## Herkenning
De vogel is 10,5 cm lang. Het is een onopvallend, overwegend olijfgroen gekleurde vogel. De soort lijkt sterk op de nauw verwante roodsnavelvliegenpikker (Z. cinereicapilla), maar is kleiner en heeft geen wenkbrauwstreep en maakt een ander geluid.

## Verspreiding en leefgebied
Deze soort is endemisch in noordelijk Peru in de regio San Martín en de provincie Maynas in de regio Loreto in het Amazonegebied, voornamelijk in het nationale reservaat Allpahuayo Mishana. Het leefgebied bestaat uit slecht ontwaterd, hoog regenwoud op arme, zandige bodems.

## Status
De mishanavliegenpikker heeft een beperkt verspreidingsgebied en daardoor is de kans op uitsterven aanwezig. De grootte van de populatie werd in 2018 door BirdLife International geschat op 10.000-20.000 volwassen. De populatie-aantallen nemen af door habitatverlies. Het leefgebied wordt aangetast door ontbossing, waarbij natuurlijk bos wordt omgezet in gebied voor agrarisch gebruik. Omdat aangenomen wordt dat de snelheid van afname kleiner is dan 10% in 10 jaar staat deze soort als niet bedreigd op de Rode Lijst van de IUCN.